# Гарольд Вітлок
Гектор Гарольд Вітлок (англ. Hector Harold Whitlock; нар. 16 грудня 1903 — пом. 27 грудня 1985) — британський легкоатлет, який спеціалізувався в спортивній ходьбі.

## Із життєпису
Олімпійський чемпіон у спортивній ходьбі на 50 кілометрів (1936).
Учасник Олімпійських ігор-1952 у спортивній ходьбі на 50 кілометрів (11 місце). На момент участі Вітлок мав 48 років 218 днів, що зробило його найстаршим в історії британської легкої атлетики учасником Олімпіади.
Чемпіон Європи у портивній ходьбі на 50 кілометрів (1938).
Шестиразовий чемпіон Англії з ходьби на 50 км (1933, 1935—1939).
Перший в історії рекордсмен світу зі спортивної ходьби на 30 миль (48280,32 м) доріжкою стадіону, світові рекорди у якій ІААФ визнавала до 1976 року.
По завершенні спортивної кар'єри працював тренером та спортивним суддею. Один з його найвизначніших підопічних — Дон Томпсон, олімпійських чемпіон-1960 у ходьбі на 50 км. Суддя на олімпійських змаганнях з ходьби 1960 року.
Молодший брат — Рекс Вітлок (1910—1982), учасник Олімпійських ігор 1948 та 1952 років у спортивній ходьбі на 50 км (4-е місце в Гельсінкі).

## Основні міжнародні виступи
| Рік  | Змагання         | Місто     | Місце | Дисципліна   |
| ---- | ---------------- | --------- | ----- | ------------ |
| 1936 | Олімпійські ігри | Берлін    | 1     | ходьба 50 км |
| 1938 | Чемпіонат Європи | Париж     | 1     | ходьба 50 км |
| 1952 | Олімпійські ігри | Гельсінкі |       | ходьба 50 км |

## Визнання
- Член Ордена Британської імперії (1966)
- Член Зали слави легкої атлетики Англії[en] (2011)[1]